# Lex van Praag
Alexander Bernard (Lex) van Praag (schuilnaam Hellema) (Amsterdam, 18 maart 1921 – Bilthoven, 19 maart 2005) was een Nederlandse schrijver en verzetsstrijder tijdens de Tweede Wereldoorlog.

## Biografie
Van Praag werd tijdens de Tweede Wereldoorlog vanwege zijn activiteiten voor het verzet in april 1943 opgepakt. Hij overleefde zes concentratiekampen (onder meer Buchenwald). In 1945 moest hij op 'dodenmars' nadat het laatste kamp waar hij verbleef, Flossenbürg, was ontruimd. Hij wist tijdens deze tocht te ontsnappen. Hierna was hij werkzaam voor het bezettingsleger van de Amerikanen in Duitsland.
In de jaren zestig was hij handelsreiziger in het buitenland voor de Twentse textielindustrie. Hellema debuteerde pas erg laat, hij was al over de zestig toen hij de pen ter hand nam. Hij overleed na een lang ziekbed op 84-jarige leeftijd.

## Werken
- Langzame dans als verzoeningsrite (1982) (verhalenbundel en debuut)
- Enige reizen dienden niet ter zake (1983)
- Joab (1984)
- Een andere tamboer (1985)
- Kimberley (1987)
- Twente, een plaatsbepaling in de tijd (1987)
- Bestekken (1989)
- De maan van de vorige avond (1992)
- Slotnotering uit Barnet (1996)
- Klèm (1998)
- De woede van de wind (2003)
- Niet van horen zeggen (2005) (postuum, bloemlezing van zijn werk, uitgebracht ter herdenking van het zestigjarige einde van de oorlog)